# Shy People (álbum)
Shy People es la duodécima banda sonora compuesta por el grupo alemán de música electrónica Tangerine Dream. Publicada en 1988 por el sello Varèse Sarabande se trata de la música compuesta para la película dramática homónima, titulada en España Vidas Distantes, dirigida por Andréi Konchalovski y protagonizada por Barbara Hershey, Jill Clayburgh y Martha Plimpton. Destaca por incluir dos canciones vocales, «Shy People» y «The Harbor», cuya letra fue compuesta por el grupo algo poco usual en su trayectoria.
Thom Jurek, en su crítica para AllMusic, indica que "la película de 1986 de Andréi Konchalovski, Shy People, parecería el vehículo perfecto para una partitura de Tangerine Dream. Alternativamente pensativo y paranoico, lleno de drama tenso y extensiones de ensueño, así como momentos de verdadero horror psicológico, Edgar Froese, Christopher Franke y Paul Haslinger no solo grabaron la banda sonora sino que también produjeron y diseñaron la grabación. Pero no todo está bien. De hecho esta es una de esas grabaciones que se siente colocada tan aleatoriamente que uno se pregunta si realmente estaban mirando a los juncos del río."

## Producción

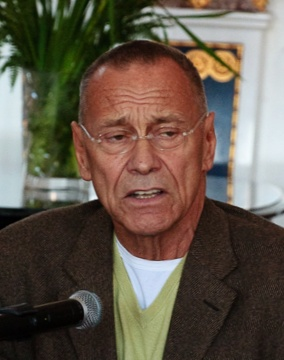
El director Andrei Konchalovski

Tras obtener reconocimiento internacional con su anterior trabajo, Runaway Train, el director ruso Andrei Konchalovski abordó en su nuevo proyecto un melodrama que plantea el conflicto surgido entre Diana Sullivan (Jill Clayburgh), una exitosa periodista de Nueva York, que junto a su hija Grace (Martha Plimpton) viajan a Louisiana para visitar a su prima Ruth (Barbara Hershey) una mujer de infancia difícil que vive con tres de sus hijas y con su nuera.
Tangerine Dream, integrado entonces por Edgar Froese, Christopher Franke y Paul Haslinger, crearon la banda sonora en un periodo de dos meses. Durante la grabación compusieron más de 80 minutos de canciones aunque en la banda sonora publicada finalmente incluyeran 36 minutos. A diferencia de otras bandas sonoras del grupo hay tres canciones vocales cuyas letras fueron compuestas por Edgar Froese («Shy People» y «Dancing On A White Moon») y por Christopher Franke y Paul Haslinger («The Harbor») respectivamente algo absolutamente inusual en su trayectoria caracterizado por su música instrumental electrónica. De hecho para realizar el tema titular de la película y el álbum, «Shy People», el grupo apenas dispuso de 4 días antes de la mezcla final que se realizaba en Los Ángeles. Tras una intensa búsqueda la seleccionada para interpretar la canción fue la cantante Jacquie Virgil.
En 2016 se realizó una reedición del álbum, con un extenso libreto, e incluyendo tres canciones adicionales: «Swamp», «Nature» y «Going To Town».

## Lista de canciones
| N.º   | Título                                                      | Letras                            | Música                                         | Duración |  |
| 1.    | «Shy People» (Interpretada por Jacquie Virgil)              | Edgar Froese                      | Edgar Froese Christopher Franke Paul Haslinger | 8:01     |  |
| 2.    | «Joe's Place»                                               |                                   | Edgar Froese Christopher Franke Paul Haslinger | 2:11     |  |
| 3.    | «The Harbor» (Interpretada por Diamond Ross)                | Christopher Franke Paul Haslinger | Edgar Froese Christopher Franke Paul Haslinger | 4:06     |  |
| 4.    | «Nightfall»                                                 |                                   | Edgar Froese Christopher Franke Paul Haslinger | 4:09     |  |
| 5.    | «Dancing On A White Moon» (Interpretada por Jacquie Virgil) | Edgar Froese                      | Edgar Froese Christopher Franke Paul Haslinger | 3:07     |  |
| 6.    | «Civilized Illusions»                                       |                                   | Edgar Froese Christopher Franke Paul Haslinger | 3:53     |  |
| 7.    | «Swamp Voices»                                              |                                   | Edgar Froese Christopher Franke Paul Haslinger | 3:16     |  |
| 8.    | «Transparent Days»                                          |                                   | Edgar Froese Christopher Franke Paul Haslinger | 3:04     |  |
| 9.    | «Shy People (Versión instrumental)»                         |                                   | Edgar Froese Christopher Franke Paul Haslinger | 5:03     |  |
| 36:50 |                                                             |                                   |                                                |          |  |

## Personal
- Christopher Franke - interpretación, arreglos, ingeniería de grabación y producción
- Edgar Froese - interpretación, arreglos, ingeniería de grabación y producción
- Paul Haslinger - interpretación, arreglos, ingeniería de grabación y producción
- Karen Stone - coordinadora de producción
- Michele Stone - ingeniero de masterización
- Rick Hancock - ingeniero
- Richard Kraft - producción ejecutiva
- Tom Null - producción ejecutiva
- Stephanie Lee - supervisor musical